# Association des étudiants polonais
Pour les articles homonymes, voir AEP.
L'Association des étudiants polonais ou AEP (polonais : Zrzeszenie Studentów Polskich, abrégé ZSP) est l'une des plus importantes associations étudiantes de Pologne. Fondée en 1950, son nombre d'adhérents était estimé à environ 10 000 en 2007. Elle a compté jusqu'à 40 000 membres à la fin des années 1980. Elle est membre de l'Union des étudiants d’Europe.
Parmi les projets les plus importants dont elle est à l'initiative figure le festival FAMA, grand festival artistique étudiant organisé chaque année depuis 1966 à Świnoujście.

## Historique
La ZSP a été fondée en 1950 en tant qu'organisation alternative à l'union de la jeunesse polonaise, organisation de type soviétique calquée sur les mouvements de jeunesse communiste. À la suite des manifestations étudiantes polonaises de mars 1968, l'organisation est interdite. Elle est reprise en 1973 par le Parti ouvrier unifié polonais sous le nom d'Union socialiste des étudiants polonais (polonais : Socjalistyczny Związek Studentów Polskich, abrégé SZSP).
L'organisation originale est réactivée en 1982.

## Publications
La ZSP publie une revue du nom d'idt.